# Верблюд Кноблоха
Верблюд Кноблоха (Camelus knoblochi) — викопний вид ссавців з роду Верблюд родини Верблюдові. Існував в плейстоцені, найбільшого поширення досяг у середньому плейстоцені. Рештки вперше виявлено російським вченим Іваном Поляковим у 1880 році. Вважається попередником бактріана.

## Опис
Повний скелет цього верблюда науці досі не відомий. За розрахунками дослідників, заввишки був 2,5 м, завдовжки — 3,5 м, вага коливалася від 700 до 1200 кг. Загальний розмір, довжина і ширина кісток у верблюда Кноблоха була суттєво більша за бактріана. Особливістю є форма і розмір зубів. На нижній щелепі розташовувалися собакоподібні різці. Не мав горба.

## Спосіб життя
Волів
до степових областей. Харчувався переважно трав'янистою рослинністю. Його вимирання було викликано кліматичною аридизацією в пізньому плейстоцені, що супроводжувалося різкою зміною рослинних угруповань. Великий Camelus knoblochi вимер, його замінив Camelus bactrianus, який краще був пристосований до нового середовища.
У пізній плейстоцен був об'єктом полювання тогочасних людей.

## Розповсюдження
Мешкав від північного-західного Китаю (Ордос) на сході до східного Приазов'я на заході, Приалтайської рівнини та Башкирії на півночі, Вірменії та південного Казахстану на півдні.